# Río Lhasa
El Lhasa, también llamado Kyi (tibetano: སྐྱིད་ཆུ་, Wylie: sKyid chu, Chino: 拉薩河; pinyin: Lāsà hé) es el tributario más grande del río Yarlung Tsangpo, el cual a su vez descarga en el Brahmaputra. Administrativamente se ubica en el sur de la Región Autónoma del Tíbet, República Popular China. El río Lhasa está sujeto a inundaciones con las lluvias del monzón de verano, y hay estructuras que se han construido para controlar las inundaciones. En su curso inferior del valle del río es una importante zona agrícola. En sus orillas encontramos grandes ciudades como Lhasa que le da su nombre. Hay dos grandes centrales hidroeléctricas en el río, la  estación eléctrica Zhikong Hydro (100 MW) y la Pangduo Hydro (160 MW), apodada "Las Tres Gargantas tibetana" por su coste de 728 millones de dólares, en alusión a la gran presa del Yangtzé

## Geología
El río se encuentra en la parte centro-oriental del bloque Eoceno del Tíbet, con una altitud promedio de 4900 m s. n. m. La zona se caracteriza por rocas sedimentarias del Paleozoico y Mesozoico con cantidades significativas de granito cretácico que han sido erosionadas para producir un terreno accidentado.
Las rocas expuestas en el cañón del río Reting Tsangpo tienen una edad de 400 millones de años (ma) a 50 ma. El resultado de fallas geológicas ha combinado rocas recientes con rocas mucho más antiguas. La geología compleja es el resultado del movimiento del subcontinente indio hacia el Tíbet en los últimos 200 ma.

Durante el período comprendido entre 125 ma a 50 ma el fondo del océano entre los dos continentes fue empujado bajo el Tíbet,se fundió e inyectóo grandes cantidades de roca ígnea en la placa del Tíbet y sobre la superficie de Tíbet. Hace unos 50 millones de años, la India colisionó con el Tíbet, empujando hacia arriba los Himalayas.
Fósiles marinos de 400 ma se encuentran en las barrancas del río, estos estuvieron alguna vez en el fondo del mar.

## Cuenca
El río Lhasa drena un área de 32 471 kilómetros cuadrados y es el mayor afluente del tramo medio del río Yaluzangbu. La altitud media de la cuenca es de alrededor de 4500 metros. La cuenca tiene una geología compleja y es tectónicamente activa. Los terremotos son comunes. En 1990 la población era de 329.700, de los cuales 208.700 eran agricultores. El 88% de las personas son de la etnia tibetana.
El clima es del monzón semiárido, con una temperatura baja promedio de 1,2 a 7,5 °C. La precipitación media anual es de 466,3 mm, con un 85% la caída en el período de junio a septiembre. La calidad del agua es buena, con poca descarga de aguas residuales y pesticidas químicos mínimos y fertilizantes. La cuenca tiene cerca de 35 258 hectáreas de tierras de cultivo, de las cuales 17 710 hectáreas es de riego. Hay 1 850 000 hectáreas de pastizales que se pueden utilizar para pastoreo, y 100 000 hectáreas de bosque.

## Curso
El afluente principal del Lhasa, es el río Reting Tsangpo que nace en los montes Chenthangula (conocido como los Alpes del este del Tíbet) a una altitud de 5500 m s. n. m., fluye a través del sur de la Región Autónoma del Tíbet. Tiene alrededor de 400 kilómetros de largo desde su nacimiento hasta su confluencia con el Yarlung Tsangpo. Fluye a través de un cañón de hasta 2000 metros de profundidad.
El Lhasa consta de tres ríos más pequeños. Estos son los Phak Chu, el Phongdolha Chu que fluye desde el condado de Damxung, que se eleva más allá del Monasterio Réting. El afluente más alto se eleva a alrededor de 5290 metros en la ladera sur de las montañas Nyenchen Tanglha.
Más abajo el valle del río es más plano y cambia su dirección al suroeste. El río se expande a una anchura de 150 a 200 metros. Los principales afluentes en la parte baja son el río Pengbo y el río Duilong. En la boca del Valle de Lhasa es de aproximadamente 4,8 km de ancho. Entra en el Tsangpo en un punto en que el río hace un giro brusco hacia el sur, y que por lo tanto parece ser una continuación del río Lhasa. El río es navegable desde su desembocadura en el Yarlung Tsangpo hasta la ciudad de Lhasa a altitudes de hasta 2650 metros.
El derretimiento de los glaciares comienza en mayo, lo que contribuye con un 20-30% del agua. La mayor parte del agua es suministrada por las lluvias del monzón de verano, que caen de julio a septiembre. Hay inundaciones en el verano de julio a septiembre, con alrededor del 17% de la escorrentía anual que fluye en septiembre. En invierno, el nivel del río baja y a veces se congela. El flujo total es de unos 4 kilómetros cúbicos, con un flujo promedio de alrededor de 125 metros cúbicos por segundo.